# Paradiso - Canto diciannovesimo

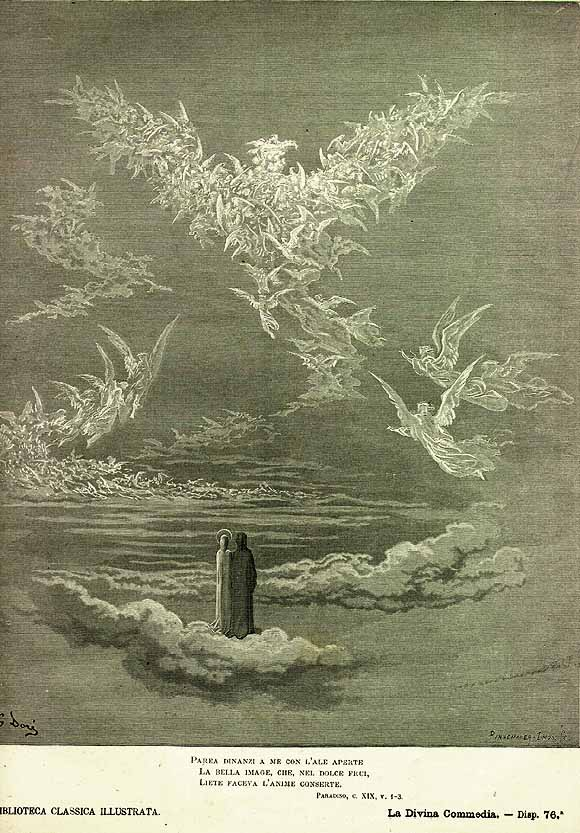
L'aquila delle anime parla a Dante, illustrazione di Gustave Doré

Il canto diciannovesimo del Paradiso di Dante Alighieri si svolge nel cielo di Giove, ove risiedono gli spiriti giusti; siamo nella notte tra il 13 e il 14 aprile 1300, o secondo altri commentatori tra il 30 e il 31 marzo 1300.

## Incipit
(Anonimo commentatore dantesco del XIV secolo)

## Temi e contenuti

### L'Aquila - versi 1-21
Le numerosissime anime che formano l'immagine dell'Aquila risplendono come piccoli rubini ed emettono parole, usando il singolare "io" e "mio" laddove, trattandosi di una molteplicità, si sarebbe atteso "noi" e "nostro". È dunque la voce dell'Aquila a dichiarare che è stata innalzata alla gloria celeste in nome della sua giustizia e misericordia; sulla terra è rimasto il ricordo delle sue azioni, che però non vengono imitate da un'umanità dissoluta.

### Dubbio di Dante - vv. 22-33
Dante chiede che venga data risposta ad un suo grave dubbio, che nel mondo lo ha a lungo tormentato senza esito. Sa bene che in paradiso si riflette senza veli la giustizia divina, quindi si prepara ad ascoltare con attenzione la risposta al suo problema, ben conosciuto dall'Aquila, senza che egli debba esprimerlo.

### La giustizia di Dio - vv. 34-99
L'Aquila annuisce e muove contenta le ali, come un falco appena liberato dal cappuccio, poi comincia a parlare: Dio impresse la sua potenza creatrice in tutto l'universo in modo tale che il Verbo sovrabbondò infinitamente le capacità del creato. Lucifero, l'angelo superbo che non volle attendere la grazia divina, fu dannato; da ciò si comprende che tutti gli altri esseri, per natura inferiori a lui, sono insufficienti a contenere l'incommensurabile bene che è Dio. 
Dunque, continua l'Aquila, la mente dell'uomo, un semplice raggio della mente divina, può comprenderla solo in minima parte. È come lo sguardo che si spinge nel mare: benché a riva riesca a vedere il fondo, in alto mare non riesce a vederlo per la profondità dell'acqua. La verità per l'uomo può derivare soltanto dalla immutabile luce di Dio; altrimenti ci sono errore ed oscurità. Ecco dunque la risposta al dubbio di Dante, che si domandava se sia giusto condannare chi muore senza peccati ma non è stato battezzato perché è nato in un luogo dove non è arrivato il messaggio cristiano. Dante, afferma l'Aquila, non deve pretendere di montare in cattedra per giudicare con la sua vista corta di uomo ciò che lo supera infinitamente (ovvero la giustizia di Dio). È giusto solo quello che si conforma alla volontà di Dio, che è in se stessa buona e non si allontana mai dal sommo bene.

Conclusa la sua risposta, l'Aquila mostra la sua soddisfazione girando su se stessa, come la cicogna che vola sul nido vedendo i suoi piccoli ormai ben nutriti (al pari di Dante), e cantando.

### Dottrina della salvezza - vv. 100-114

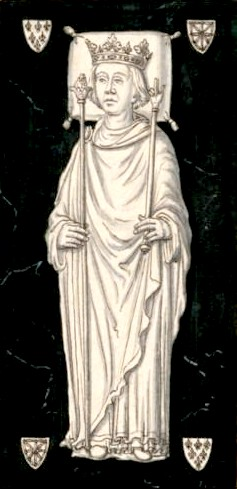
Ritratto di Filippo il Bello

L'Aquila riprende a parlare spiegando che non è mai salito in paradiso chi non ha avuto fede in Cristo prima che venisse nel mondo o dopo la sua venuta. Tuttavia, molti  che gridano "Cristo, Cristo!" al momento del giudizio saranno meno vicini a lui di qualcuno che non l'ha potuto conoscere, come un pagano (l'Etiope, v. 109 o li Perse, v. 112).

### I cattivi principi cristiani - vv. 115-148
Con rapido passaggio dalla dottrina al giudizio sul presente, l'Aquila afferma che nel "libro" dove son scritti i peccati al momento del giudizio si vedranno le colpe dei principi cristiani: dalla guerra mossa al regno di Boemia dall'imperatore Alberto I d'Asburgo, alla falsificazione della moneta operata da Filippo il Bello; dalla folle ambizione che muove il re di Scozia e quello d'Inghilterra alla molle lussuria dei re di Spagna e di Boemia. Continua deplorando le colpe di Carlo II d'Angiò, di Federico II d'Aragona, nonché del fratello e dello zio. Sarà conosciuta la malvagità dei re di Portogallo, di Norvegia, e della Rascia.
Il canto si conclude con un'apostrofe nella quale si dichiarano felici quei popoli che riusciranno a liberarsi del giogo che li opprime.

## Sintesi
In questo canto, Dante imposta la discussione rispetto a un problema che aveva a lungo impegnato la sua riflessione teologica, ovvero come e perché l'uomo virtuoso che senza sua colpa non ha potuto conoscere il Vangelo sia condannato da Dio. L'argomento del profondo dubbio teologico viene in questo canto dapprima sottinteso, in quanto già noto all'Aquila (vv. 25-33), poi - dopo un'ampia esposizione dell'incommensurabile distanza fra mente umana e mente divina - manifestato dall'Aquila stessa (vv. 70-78); infine approda all'assioma del conformarsi di ogni vera giustizia alla volontà di Dio. Il tema verrà ripreso e approfondito nel canto successivo.

Dopo questa estesa trattazione teologica, articolata in forma di dialogo tra Dante e l'Aquila e punteggiata di figure retoriche, il v. 106, con l'esplicito richiamo ad un passo evangelico, riprende il tema ricorrente della polemica contro i prìncipi del tempo. Sono enumerati i loro diversi e gravi misfatti, ancor più esecrabili in quanto compiuti da chi si professa cristiano; essi hanno dolorosamente colpito i popoli dell'Europa, negando proprio quella giustizia che in paradiso viene esaltata e simboleggiata dall'Aquila.

La polemica viene esposta nella forma della profezia apocalittica sul Giudizio Universale, sottolineata da una triplice anafora: Lì si vedrà... (vv. 115, 118, 121); Vedrassi... (vv. 124, 127, 130); e...(vv. 133, 136, 139). Il tutto costituisce un acrostico: LVE, che si legge normalmente LUE, ovvero peste, come sintesi del giudizio sui sovrani malvagi e corrotti. Di fronte a questo elaborato esempio del gusto medioevale per l'artificio retorico, stanno figure d'altro genere, come la similitudine della cicogna (vv. 91-96) e quella del falco (vv.34-36), che rimandano al mondo dell'esperienza sensibile, e le ripetute metafore del digiuno (vv. 25 e sgg., 33) e del vedere (52, 59, 64 e sgg., 81) entrambe riferibili al tema del desiderio di sapere che non può essere soddisfatto dalla sola ragione umana.